# Joanna Hayes
Joanna Hayes, née le 3 décembre 1976 à Williamsport, Pennsylvanie, est une athlète américaine, pratiquant principalement le 100 m haies.
Après une première médaille d'or lors des Jeux olympiques 2004 d'Athènes, elle comptait réaliser le doublé avec le titre lors des Championnats du monde d'athlétisme 2005 à Helsinki. Lors de la finale et alors qu'elle était en train de faire son retard sur sa compatriote Michelle Perry, elle heurte la 8e haie et se blesse.

## Palmarès

### Jeux olympiques d'été
- Jeux olympiques d'été 2004 à Athènes ( Grèce)
  -  Médaille d'or sur 100 m haies

### Jeux panaméricains
- Jeux Panaméricains de 1999 à Winnipeg ( Canada)
  - 5e sur 400 m haies
- Jeux Panaméricains de 2003 à Saint-Domingue ( République dominicaine)
  -  Médaille d'or sur 400 m haies